# Zabezpieczenie przeciążeniowe
Zabezpieczenie przeciążeniowe – zabezpieczenie nadprądowe, chroniące instalacje lub urządzenia przed niepożądanym długotrwałym działaniem przepływu prądu większego od prądu znamionowego chronionych urządzeń.